# Hettenschwil
Hettenschwil ist ein zur Schweizer Gemeinde Leuggern gehörendes Dorf. Im schweizerdeutschen Ortsdialekt genannt "Hettschpel". Es liegt zwischen Etzwil und Leuggern an der Strasse, die von Leuggern nach Mandach führt.
Das Dorf liegt in einer Talmulde am Guntenbach, welcher hier seinen Lauf aus südlicher Richtung gegen Osten ändert und sich mit dem Belzbach, der aus Südwesten heranfliesst, vereinigt. Dieser Bach ist teilweise eingedolt worden, um Kulturland zu gewinnen.  700 m unterhalb von Hettenschwil zwängt sich der Guntenbach durch ein enges Tobel, bevor er östlich von Leuggern durch einen Kanal in die Aare geleitet wird.
Das Dorf mit seinen 222 Einwohnern ist landwirtschaftlich geprägt. Hettenschwil verfügt über einen Kindergarten. Es besteht eine stündliche Busverbindung via Leuggern zum Bahnhof in Döttingen. Es besitzt 5 "Hofläden".

## Attraktionen
Das Schwedenkreuz, das Haus zum Einhorn und die Kapelle Hettenschwil sind Attraktionen, aber auch die Lourdes Grotte und der im Jahr 2022 eröffnete Zwergenweg, welcher das Dorf Leuggern mit Hettenschwil verbindet.

## Einzelnachweise

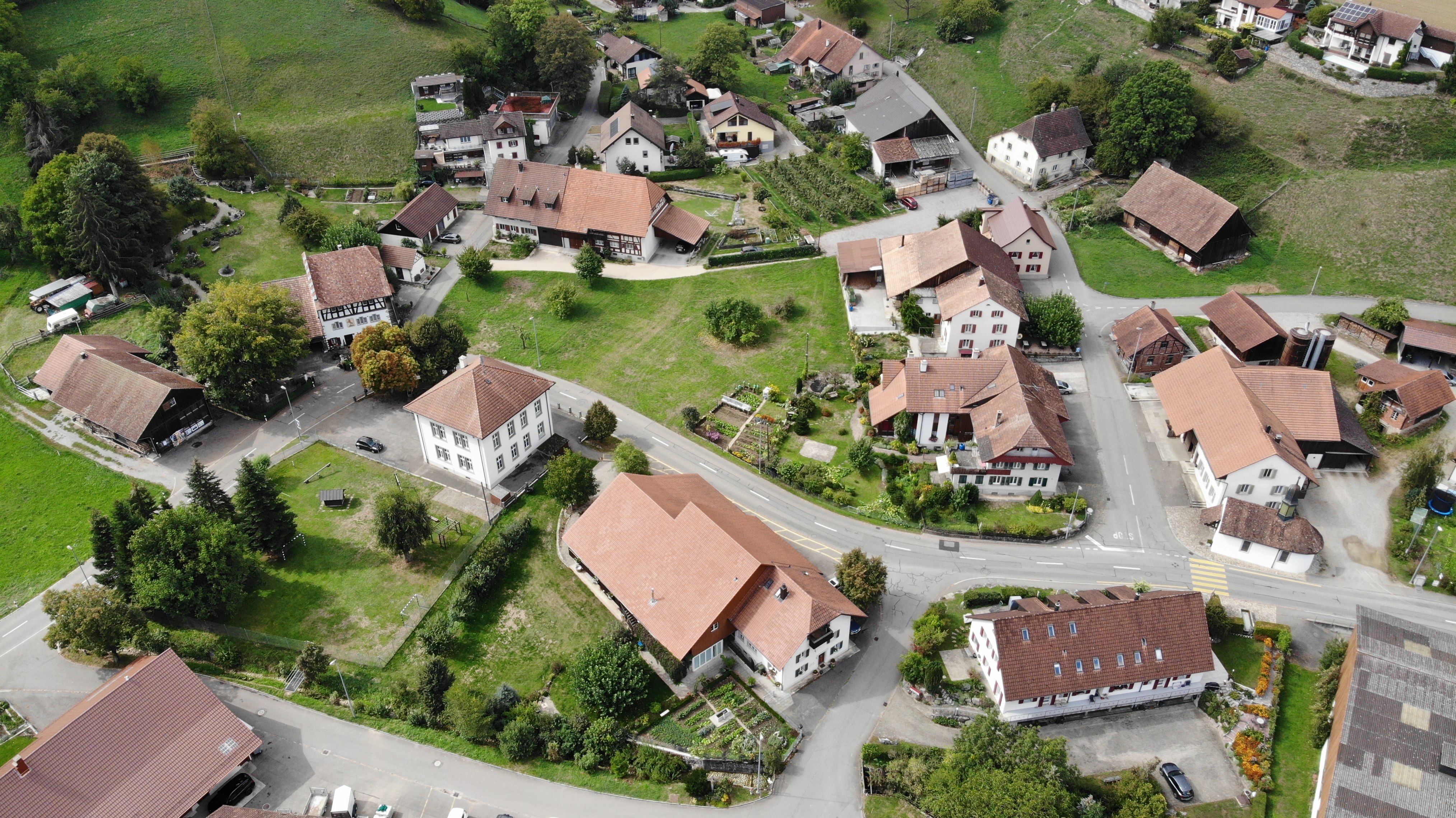
Blick auf Hettenschwil